# Гололобов Юрій Григорович
Ю́рій Григо́рович Гололо́бов (2 вересня 1930, Москва — 25 червня 2015, Москва) — український та російський хімік-органік, знавець органічної та елементоорганічної хімії, 1966 — доктор наук, член-кореспондент НАН України. Нагороджений орденом «Знак Пошани», пам'ятними медалями, преміями хімічного товариства ім. Д. І. Менделєєва, подякою Президента Росії.

## Життєпис
1953 року закінчив Московський хіміко-технологічний інститут ім. Д. Менделєєва, проходив аспірантуру при московському Інституті органічної хімії та технології, 1958 року захищає кандидатську дисертацію.
Є автором праць з хімії фосфорорганічних сполук: розробки нових шляхів їх синтезу, вивчення хімічних, фізико-хімічних і біологічних властивостей, дослідження механізмів реакцій.
До 1970 року працював в Москві на як молодший та старший науковий співробітник.
Протягом 1970—1981 років працював в Інституті органічної хімії АН УРСР, був завідувачем відділу хімії елементоорганічних сполук, заступником директора з наукової роботи.
1976 року обраний членом-кореспондентом АН УРСР.
В 1981—1987 роках працював заступником директора з наукової роботи Інституту елементоорганічних сполук в Москві, з 1983 — завідувач лабораторії елементоорганічних функціональних полімерів.
Займався фундаментальними й прикладними дослідженнями в органічній хімії та хімії елементоорганічних сполук.
Відкрив нове електрофільне внутрішньомолекулярне перегрупування, що є зумовлене C→N міграцією алкоксикарбонільних груп при взаємодії карбаніонів з ізоціанатами.
Це відкриття дало змогу розробити новий загальний метод синтезу функціонально заміщених карбаматів, та провести кількісне дослідження атропоізомерії цвіттер-йонних ортозаміщених карбаматів з фосфонієвою групою.
Як педагог підготував 30 кандидатів наук.
З його наукового доробку опубліковано понад 400 наукових праць.
На його ім'я зареєстровано ряд авторських свідоцтв і патентів.
З 1990 року входить до складу редакційної колегії міжнародного журналу «Heteroatom Chemistry».